# 극장판 고래와 나
《극장판 고래와 나》는 2024년에 개봉 예정인 대한민국의 영화이다.

## 캐스팅
- 한지민 (내레이션)
- 박해수 (내레이션)